# Kalmari vár
A kalmari vár a svédországi Kalmar városának középkori erőssége, a város egyik fő turisztikai látványossága, jelentős múzeum. A város középkori kikötője mellett, a szárazföldtől várárokként szolgáló keskeny csatornával elválasztott szigeten épült. Építésétől, az 1100-as évektől Svédország egyik legfontosabb királyi vára, hatalmi központja volt. Hadászatilag ellenőrizte a svéd szárazföld és Öland szigete közötti Kalmarsund szoros hajóforgalmát.

## Története
Az első erődítmény a 12. században létesült, egy három méter falvastagságú hengeres öregtorony a Kalmar település melletti kis természetes kikötő védelmére, az ősidők óta lakott Öland szigete és a szárazföld között húzódó tengerszoros, a Kalmarsund hajózásának ellenőrzésére. Az 1200-as évek második felében a területet fallal vették körül és megépült a palota nagy része. 1337-ben Magnus Eriksson svéd király a vár jelentős bővítésébe kezdett, többek között a palota körül újabb falat építettek tornyokkal.

### A vár fejlődése a vármúzeum makettjei alapján

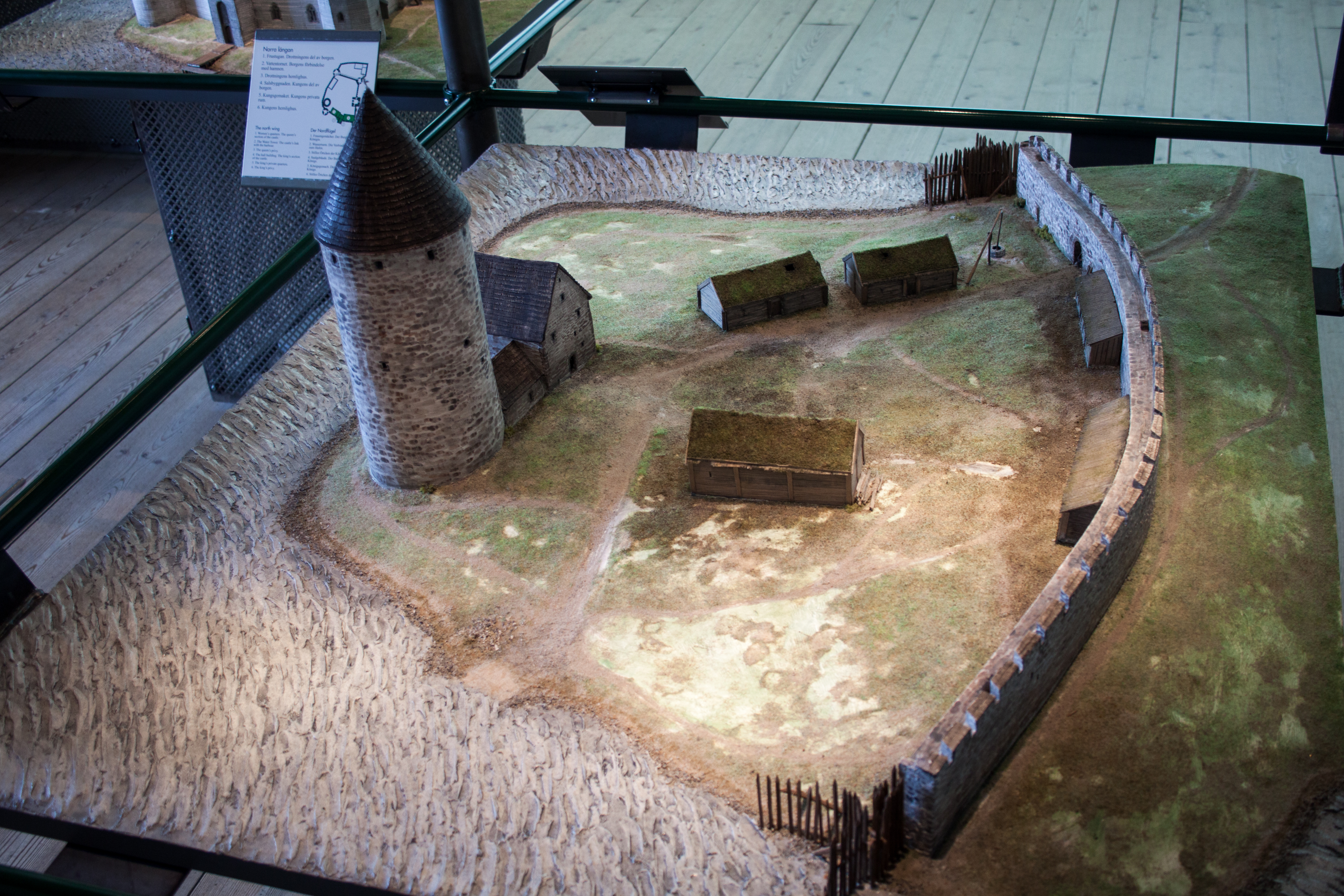
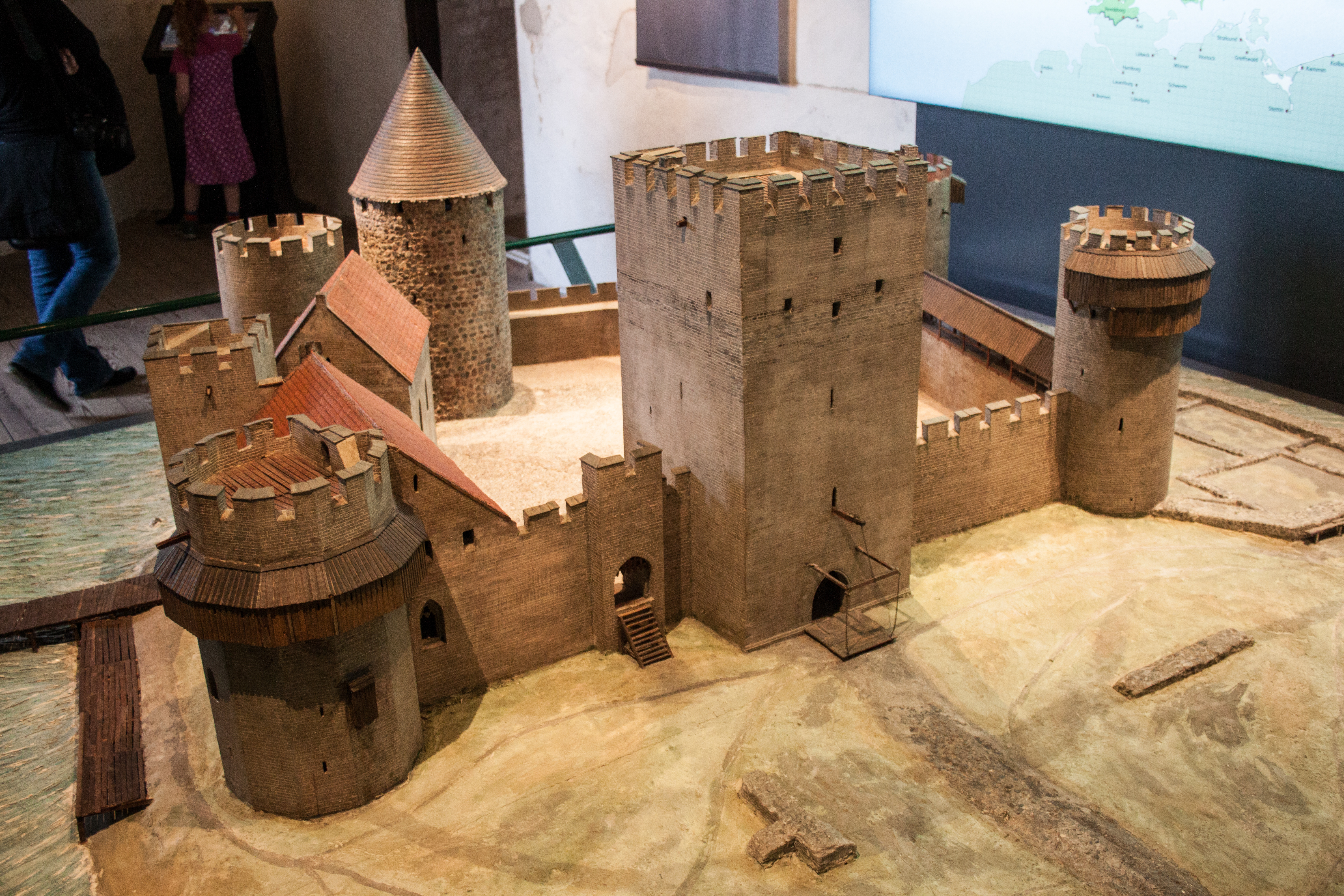
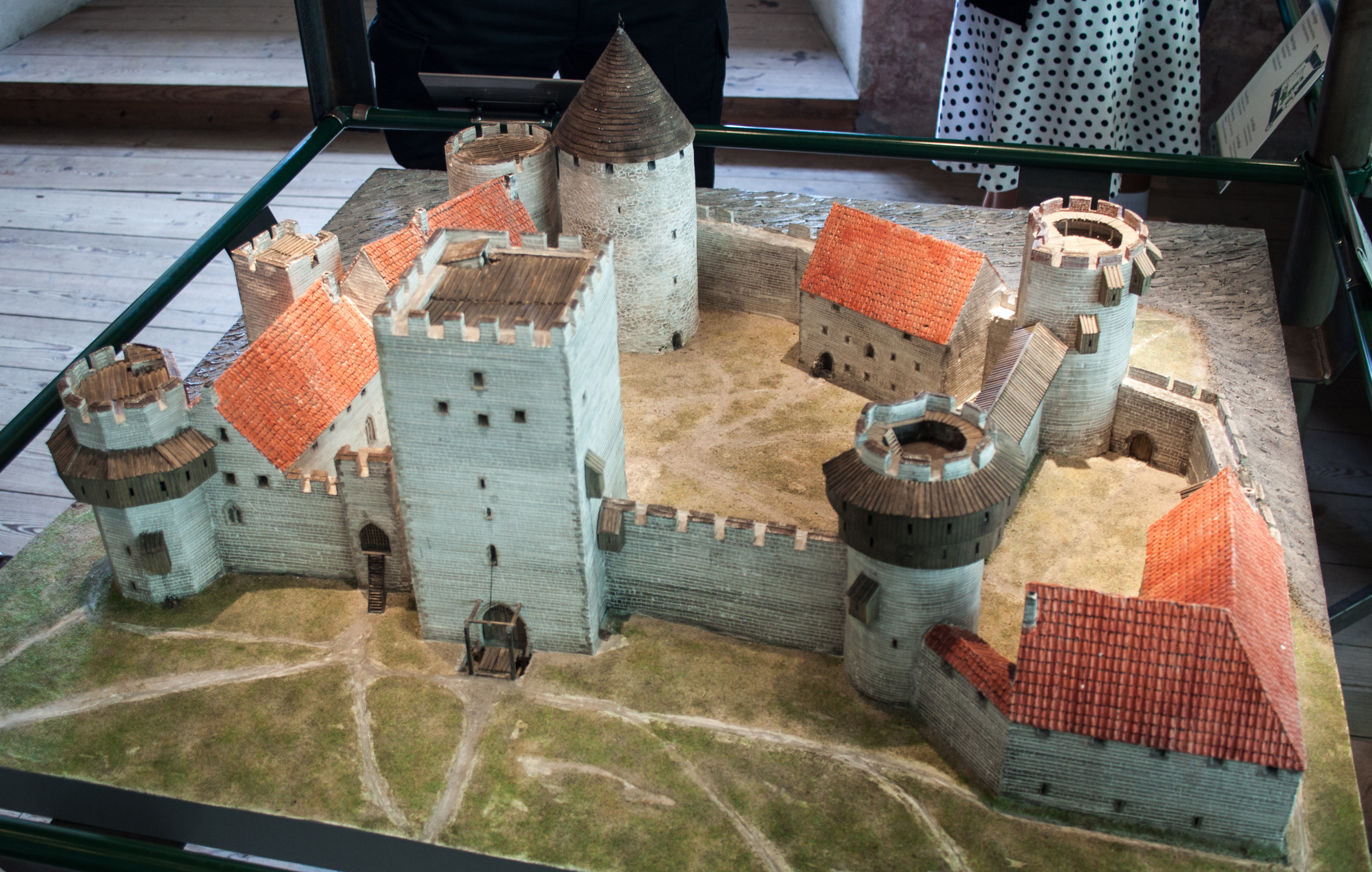
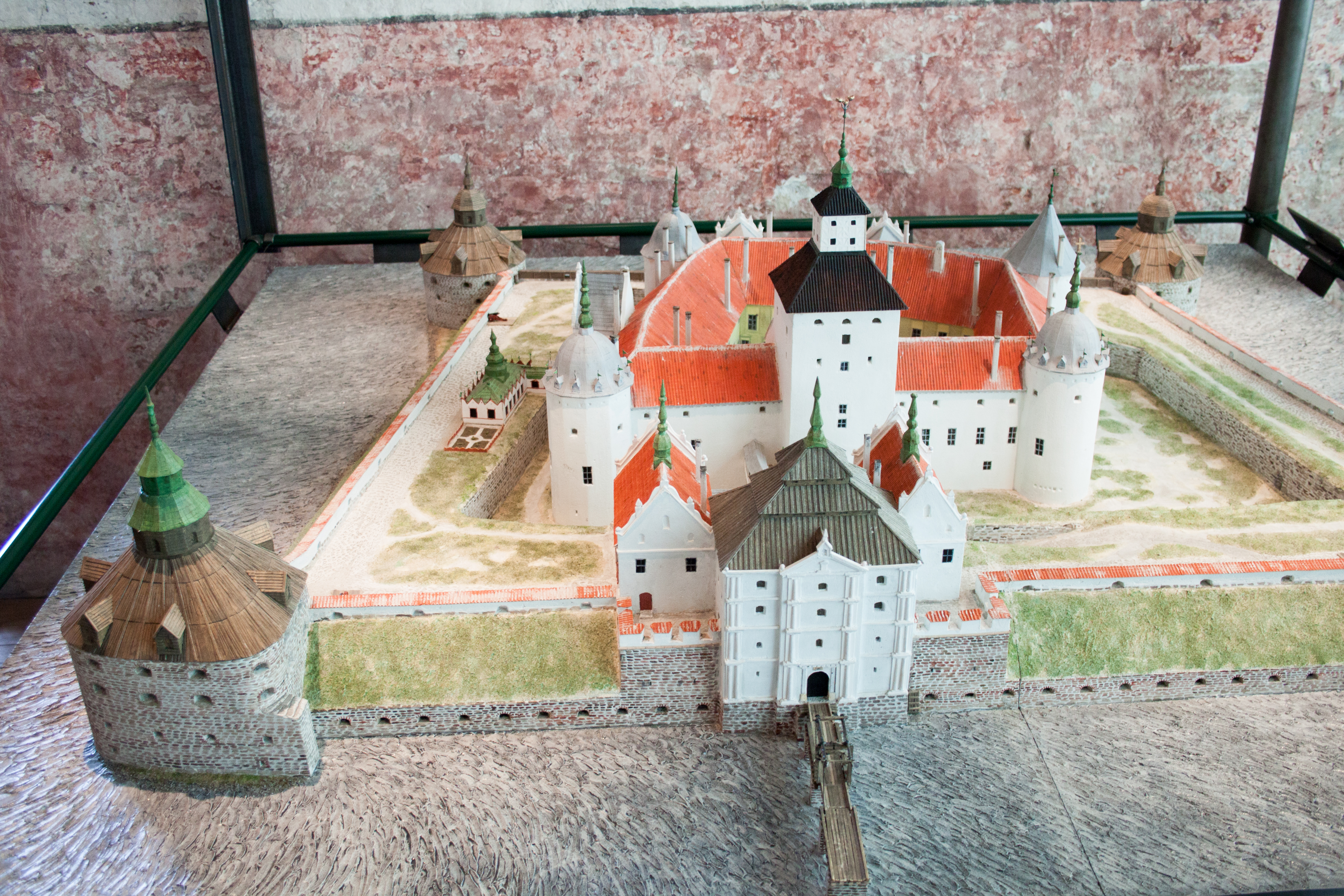

### A kalmari unió központja
1397-ben a királyi várpalota az északi országok történetének egyik legfontosabb történelmi helyszíne lett: itt alakult meg a kalmari unió I. Margit dán királynő kezdeményezésére.
1520-ban itt szállt partra külföldi fogságából hazatérve a későbbi nemzeti hős és dinasztiaalapító Gustav Vasa, innen kezdte meg útját Morába, ahol végül a dán uralom elleni nemzeti felkelést kirobbantotta.
A várat a hagyomány szerint rohammal soha nem tudták bevenni, csak kiéheztetéssel, demoralizálással, alkudozással sikerült a századok során időnként elfoglalni. 1525-ben és 1599-ben is feladták védői a szabad elvonulás ígéretében bízva, azonban nagy részüket végül lenyakazták.

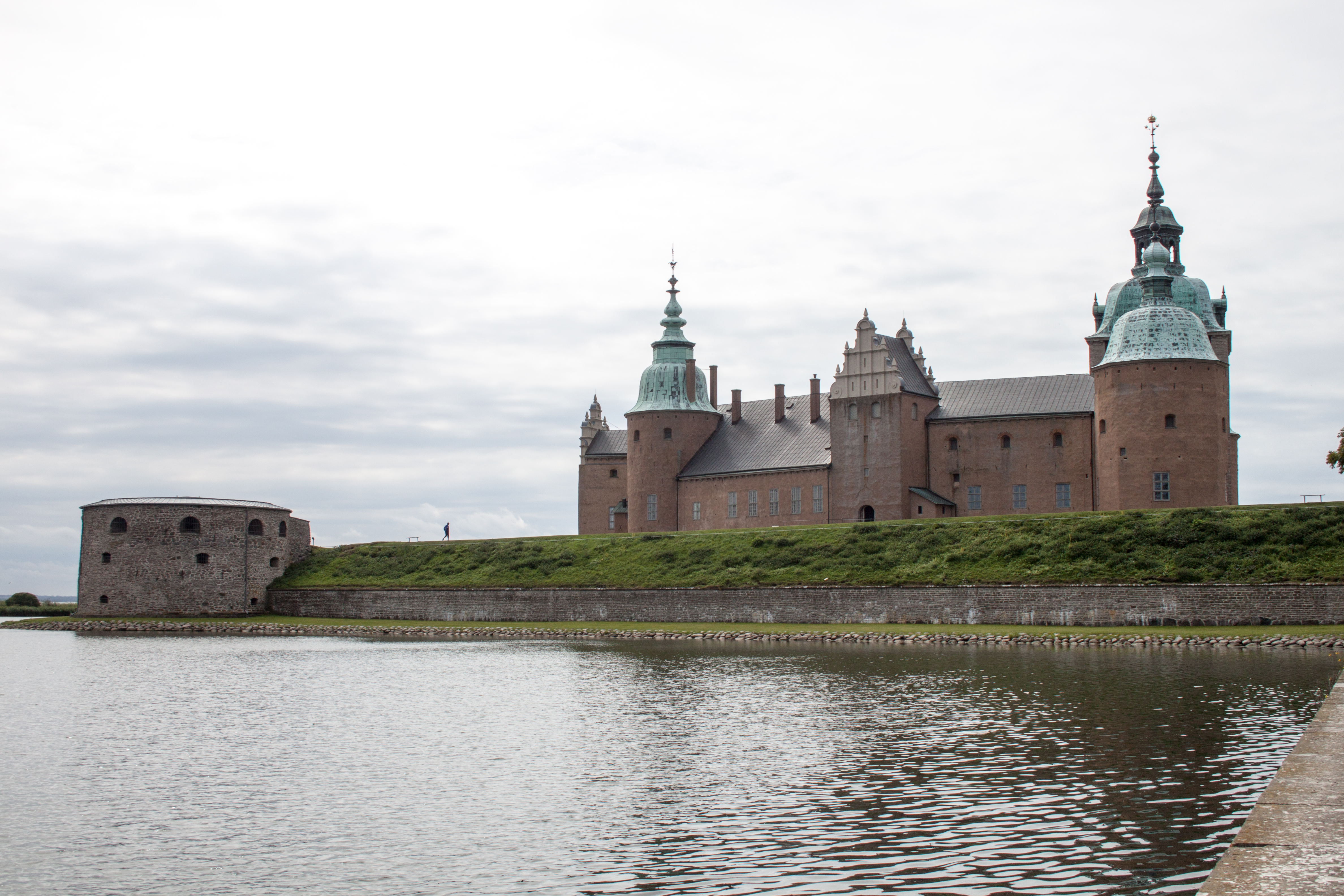
A vár látképe észak felől
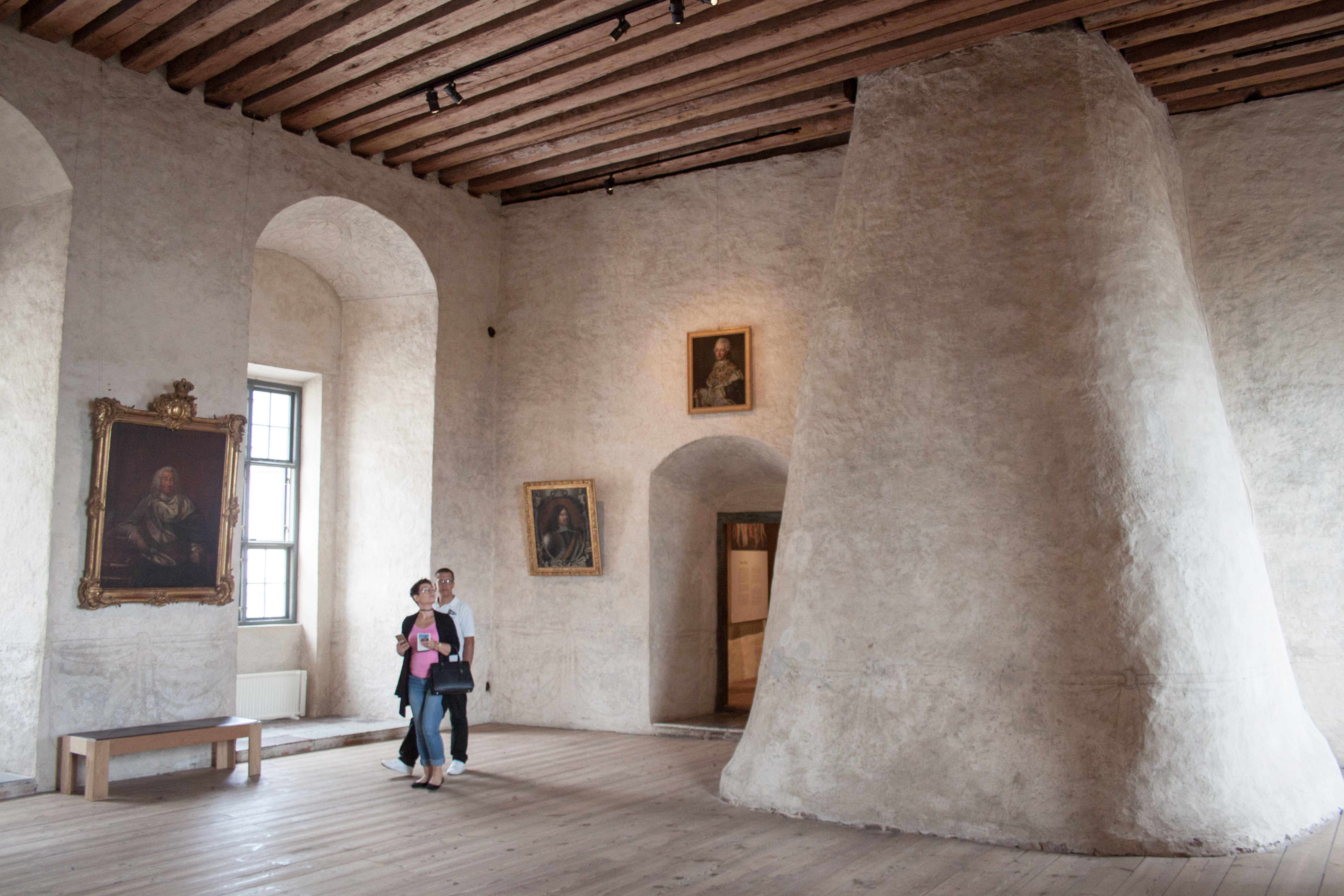
A vár emeleti terme, a lenti konyha kéményével
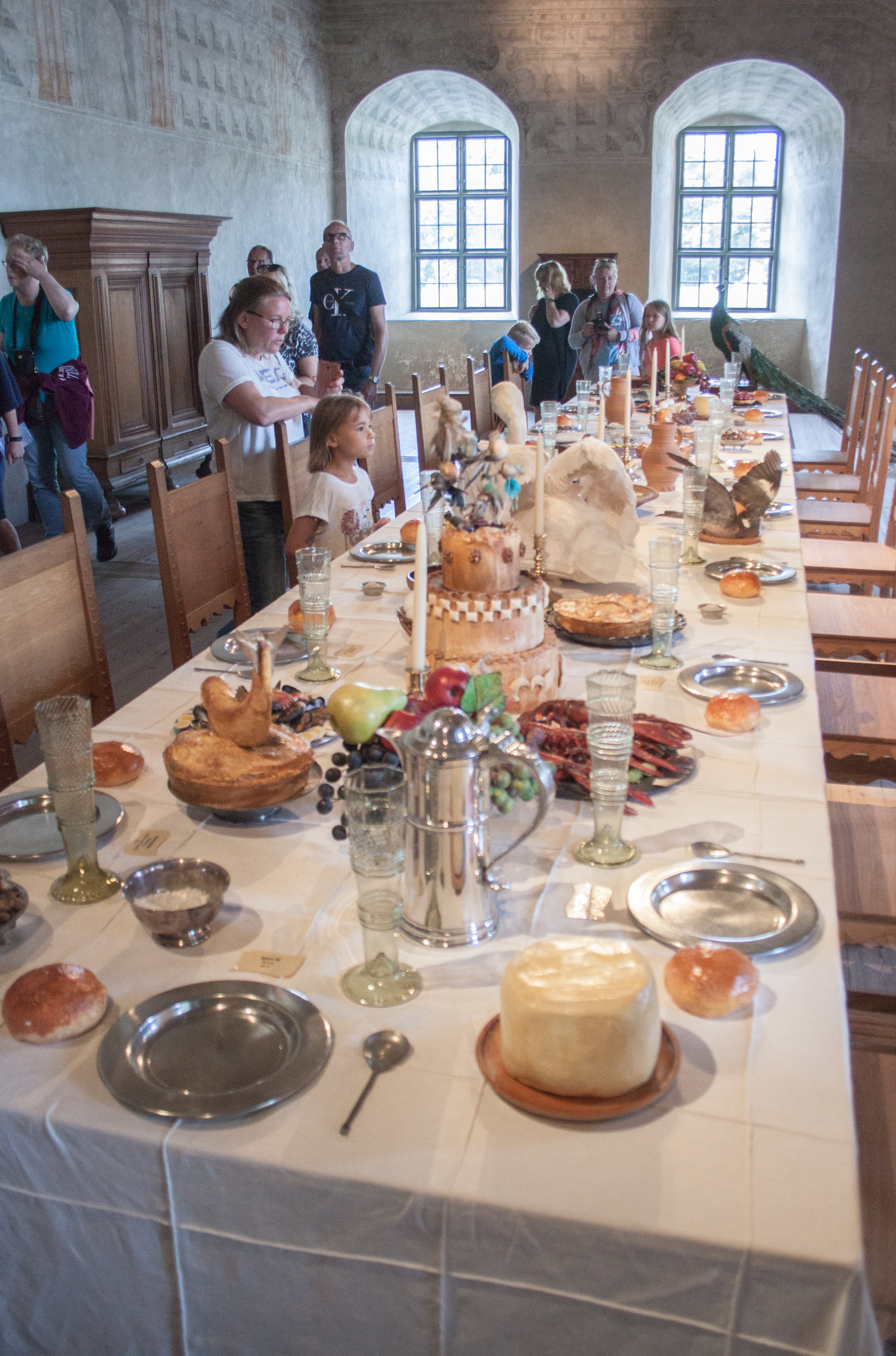
Terített királyi asztal a vármúzeumban
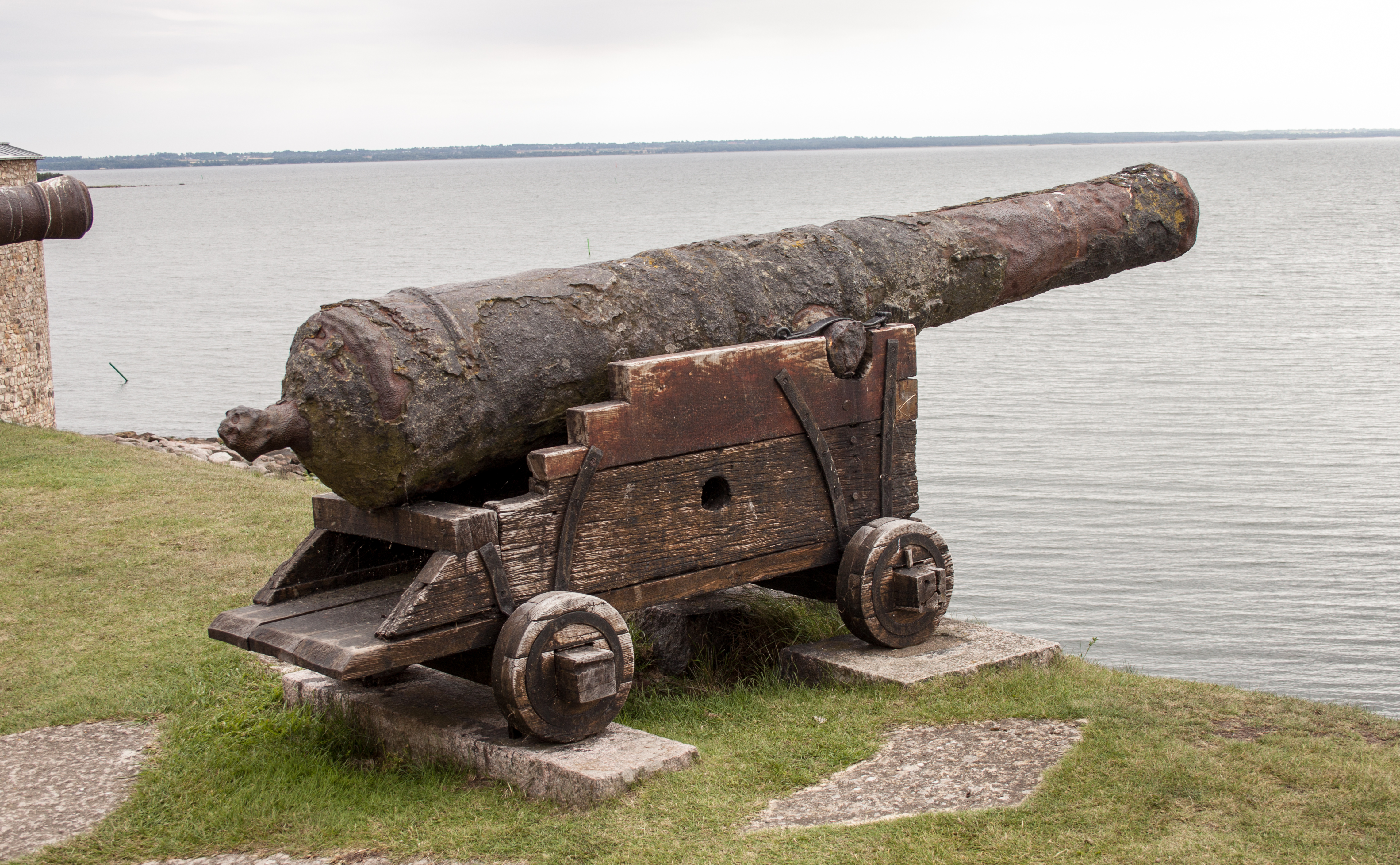
A Kalmarsund felé néző várágyú; a háttérben Öland partja

### A vár fénykora
1535-ben nagyszabású munkák kezdődtek a vár felújítására. Ekkor építették a négy hengeres saroktornyot, valamint új szárnyépületeket. 1555-59-ben épült a nagy lépcső. 1557-1560 között Kalmar vára a trónörökös herceg, a későbbi XIV. Erik svéd király rezidenciája volt. Ő akkor is folytatta az épület fejlesztését, bebútorozását, amikor már nem ott lakott. Utódja, III. János svéd király is folytatta a várpalota kiépítését. A munka vezető építészei Johan Baptista Pahr, majd 1575-től testvére, Dominicus Pahr voltak. Ekkoriban alakultak ki a saroktornyokat összekötő szárnyépületek, ekkor bontották le az eredeti, régi öregtornyot. A tornyok sisakjai reneszánsz stílusban épültek újjá. 1589-92 között épült a vár temploma. A palota termei fényűző berendezést kaptak, a külső védelmi funkció szerves egységbe került a belsejében kialakított fényűző hatalmi központtal. Az építőmester 1601-től Peter Dionisius volt. Elkészült a négy sarok-rondella, amiknek az építését még Gustav Vasa idején kezdték meg, és a várban összesen 287 ágyút helyeztek el.
1611-ben a vár dán kézre került, de már két év múlva visszafoglalták a svédek. A keletkezett súlyos károkat kijavították, és a 17. század második felére a várpalota régi pompájában tündökölt. A század végén azonban a vár megszűnt királyi központként funkcionálni, és megkezdődött az építmény hosszú pusztulása. A belső romlás ellenére a külső erődítményeket modernizálták, ekkor építették a szárazföld felé a háromszög alakú védősáncokat (ravelin). A vár belső részében börtönöket alakítottak ki, ahol embertelen körülmények között tartották a foglyokat.
Ugyancsak a 17. században építettek erődöt a közeli Grimskär sziklaszirten, ami a vár védelmi rendszerének fontos kiegészítője lett.

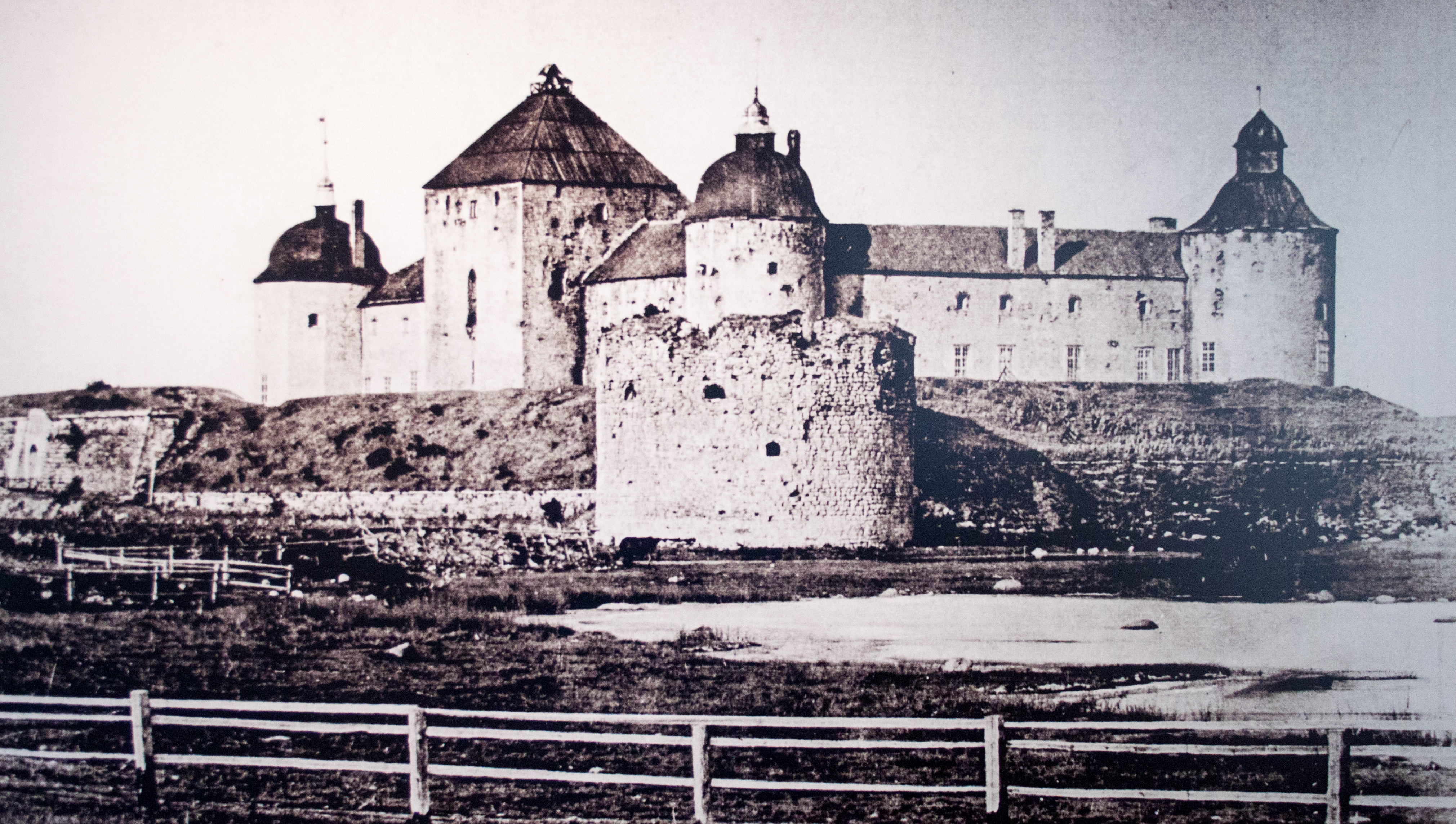
A vár állapota a 19. század végén
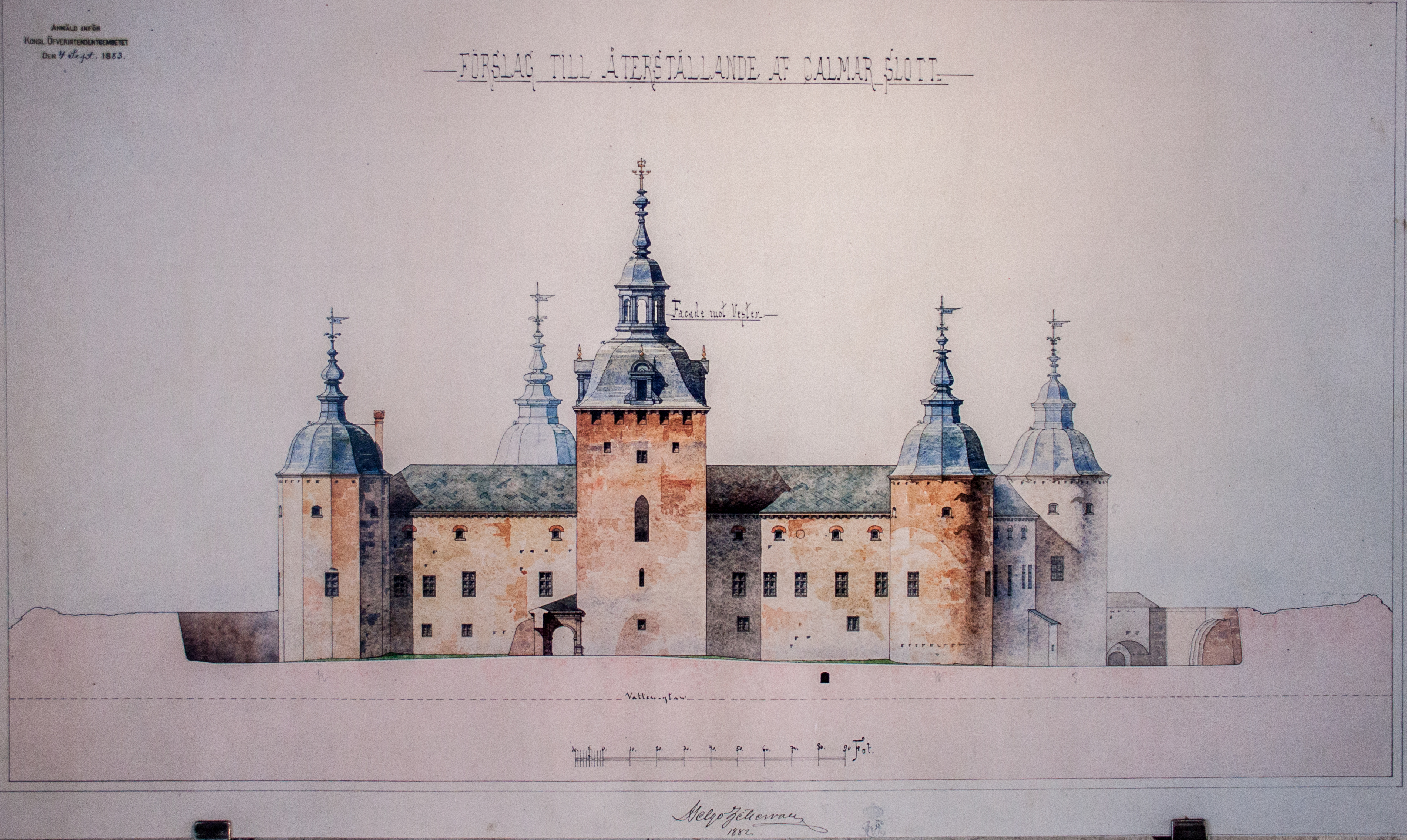
Helyreállítási terv, 1883
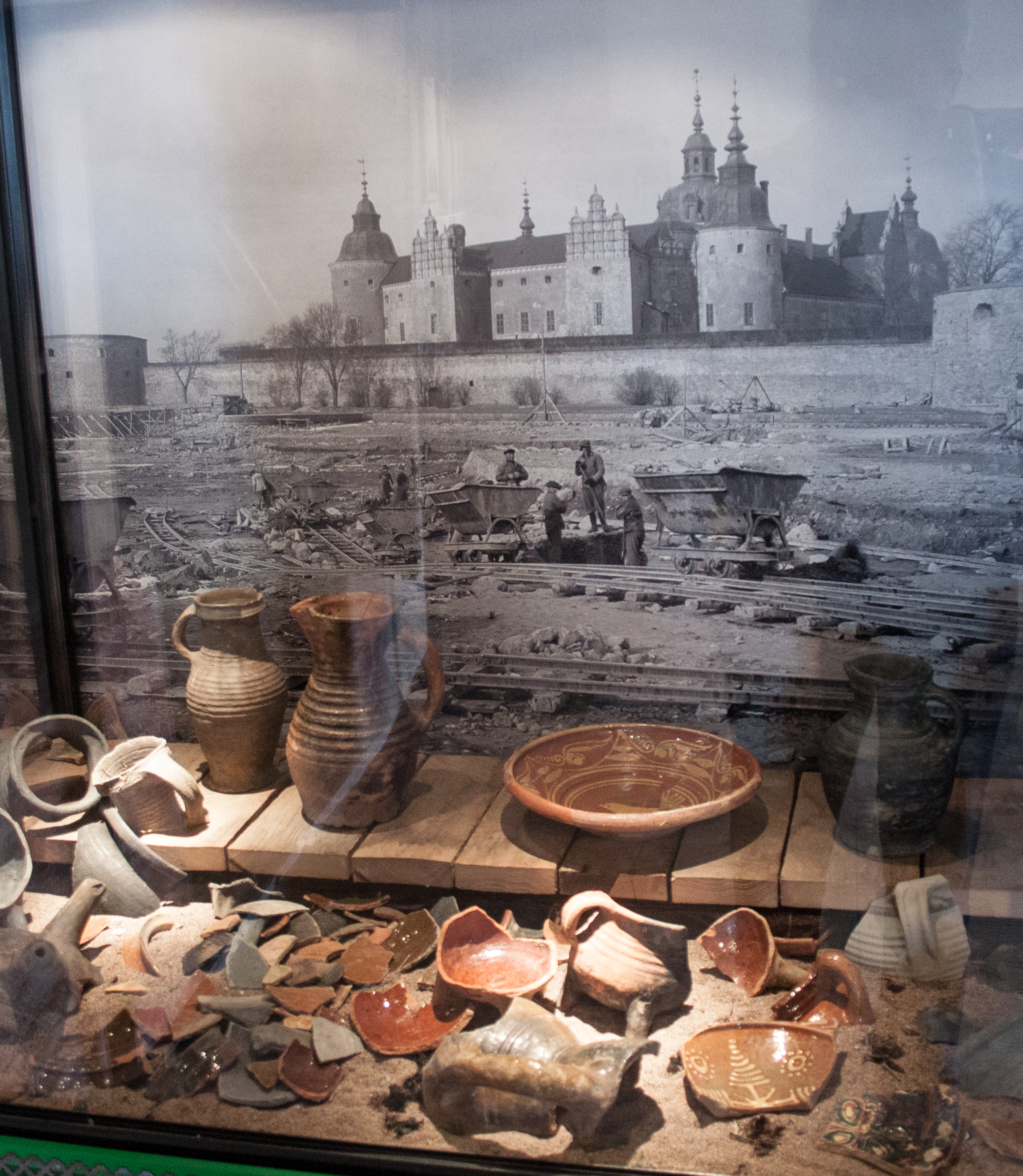
Leletek a vár melletti tengerből a múzeumban
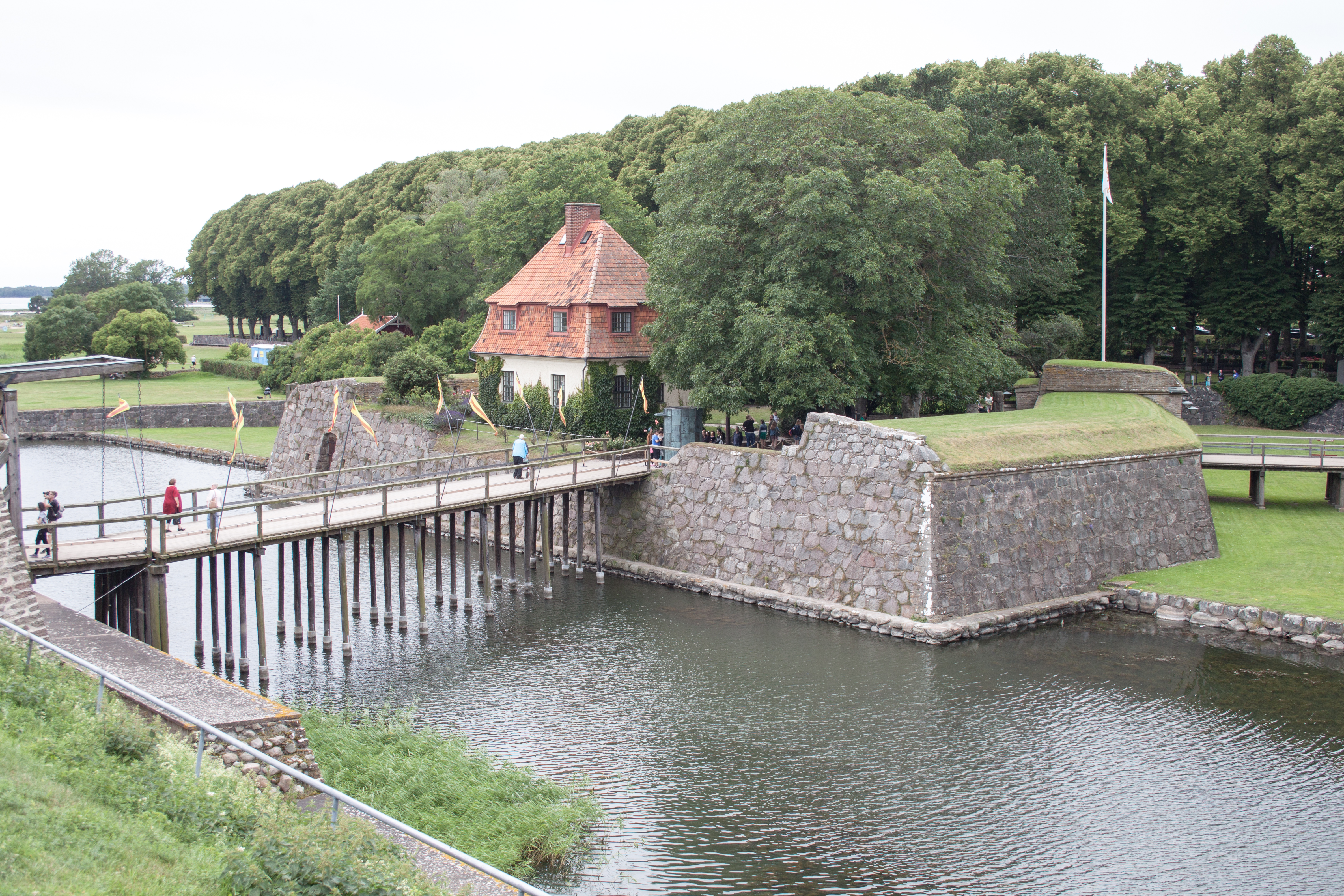
A vár bejárati külső sánca (ravelin)

### Helyreállítás
1850-től I. Oszkár svéd király rendeletére megkezdték a várpalota helyreállítását. Kicserélték a tornyok tetőzetét, 1852-ben a Riksdag, a svéd parlament 80 000 koronát ítélt meg a munkálatokra. Elköltöztették a börtönt,  1855-62 között pedig meglehetősen radikális átalakításokat végeztek. Tatarozták az épületkomplexum belsejét is, lehetőség szerint helyreállították a régi dekorációkat.
1870-ben a Volmar Sylvander által alapított Kalmari Múzeum kapott helyet az épületben. A renoválási munkálatok az 1880-as években Helgo Zettervall vezetésével folytatódtak. 1921-től alapos régészeti feltárásokat is végeztek a várban és környékén. A vár melletti régi városi kikötőt elzárták a tengertől, a vizet kiszivattyúzták, és a kikötőmedence talaját átvizsgálták.  A felújítási, karbantartási munkálatok ezután is folytatódtak, és a 21. századra a kalmari vár Svédország legszebben helyreállított reneszánsz várpalotája lett.

## Kiállítások
A városi múzeum 1987-ben új helyére, az egykori kalmari gőzmalom átalakított épületébe költözhetett. 1995-ben a kalmari vár a Kalmar községi közigazgatás kezelésébe került, és az épületben a vár történetére koncentráló múzeumi gyűjteményt állítottak ki. Az egykori börtön helyén a középkori brutális „igazságszolgáltatás” történetét mutatják be, beleértve a boszorkányüldözés emlékeit is, amik nagyrészt a közeli Blå Jungfrun szigethez kapcsolódnak.
A vár egyes reprezentatív termeiben időszaki kiállításokat rendeznek. Így 2017 nyarán Isabelle de Borchgrave belga művésznőnek a Mediciek divatját, ruházatát ábrázoló, papírból készített „szobrait” állították ki a vár legnagyobb termében.

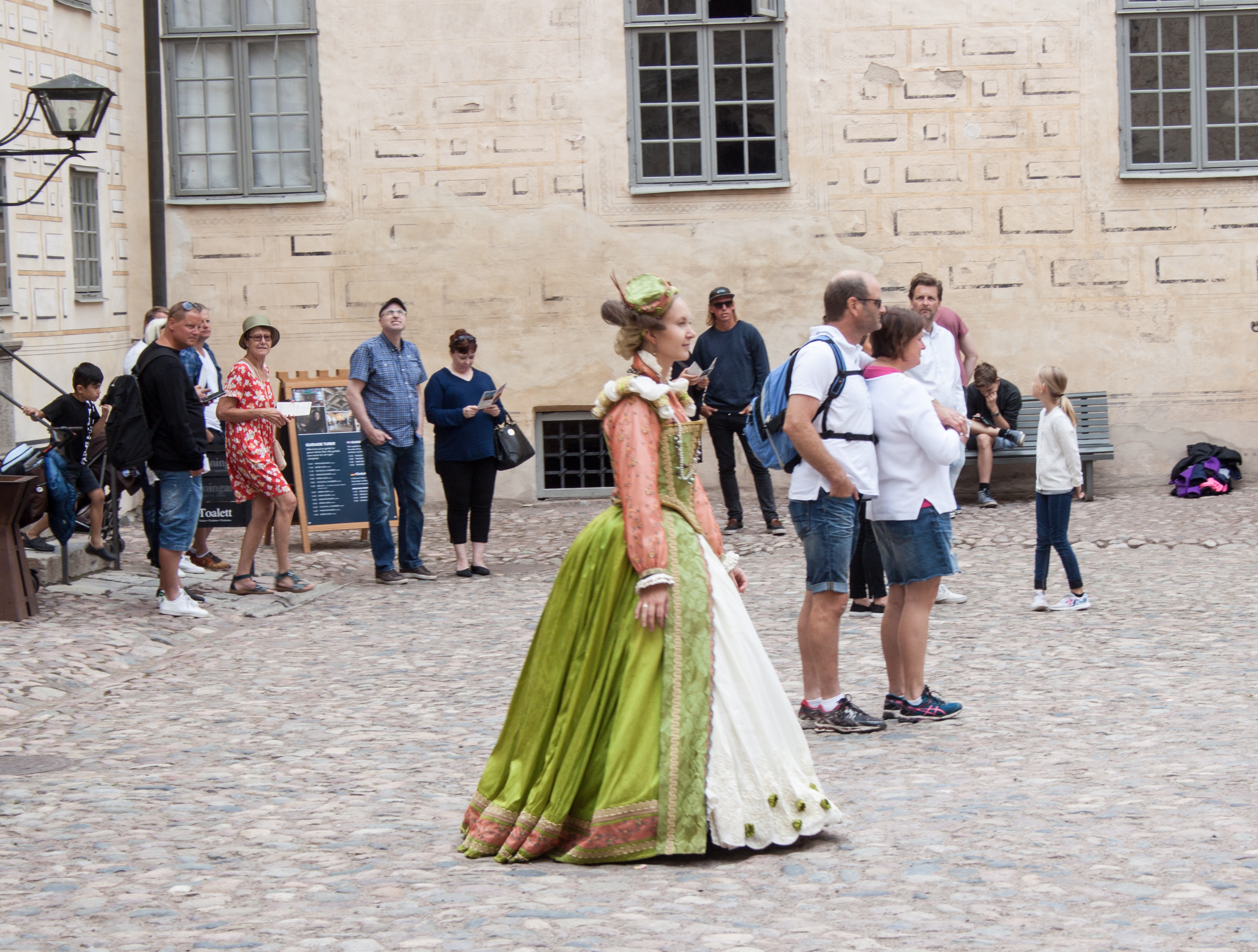
Úrnő a vár udvarán
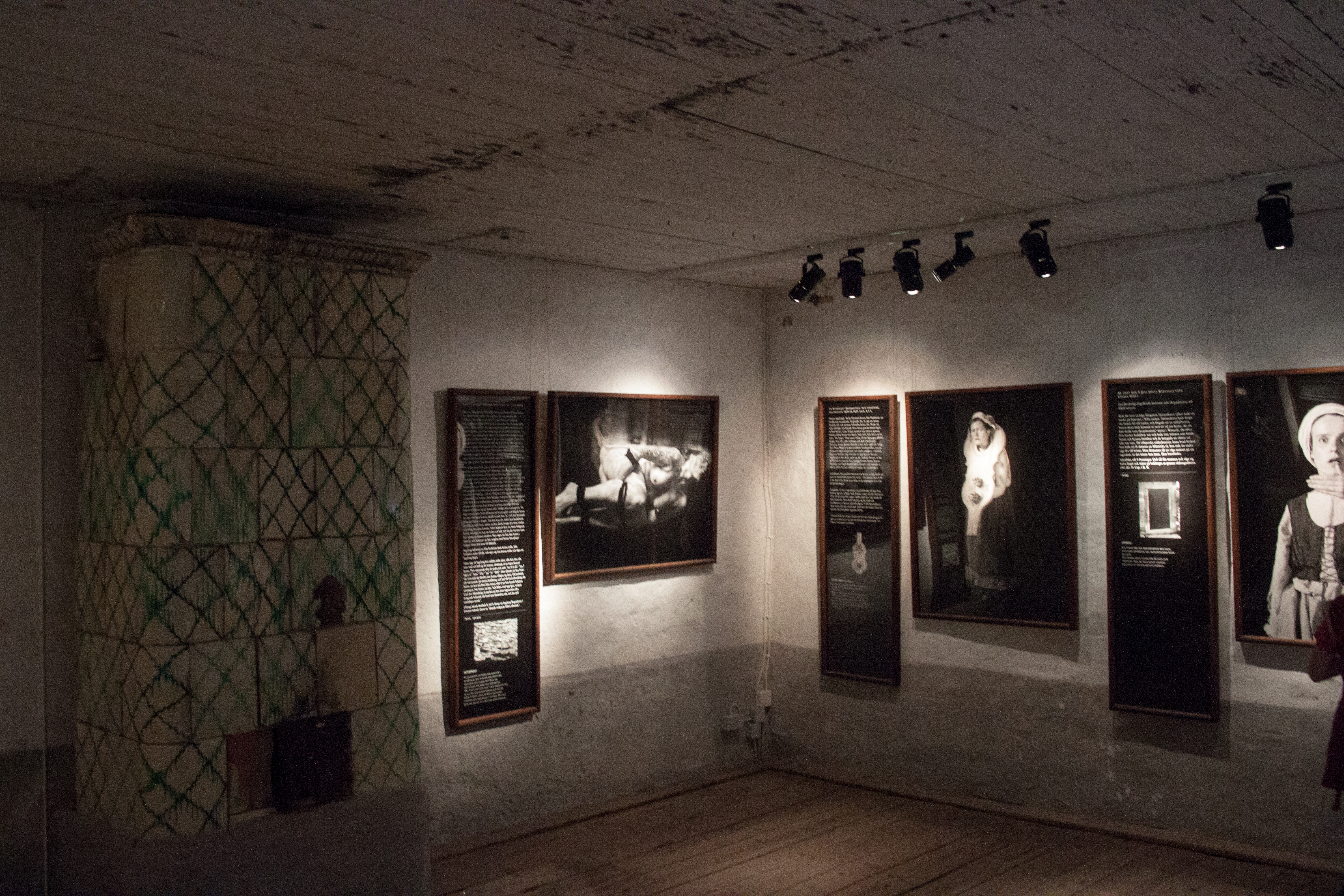
Kiállítás az egykori női börtönről a vár múzeumában
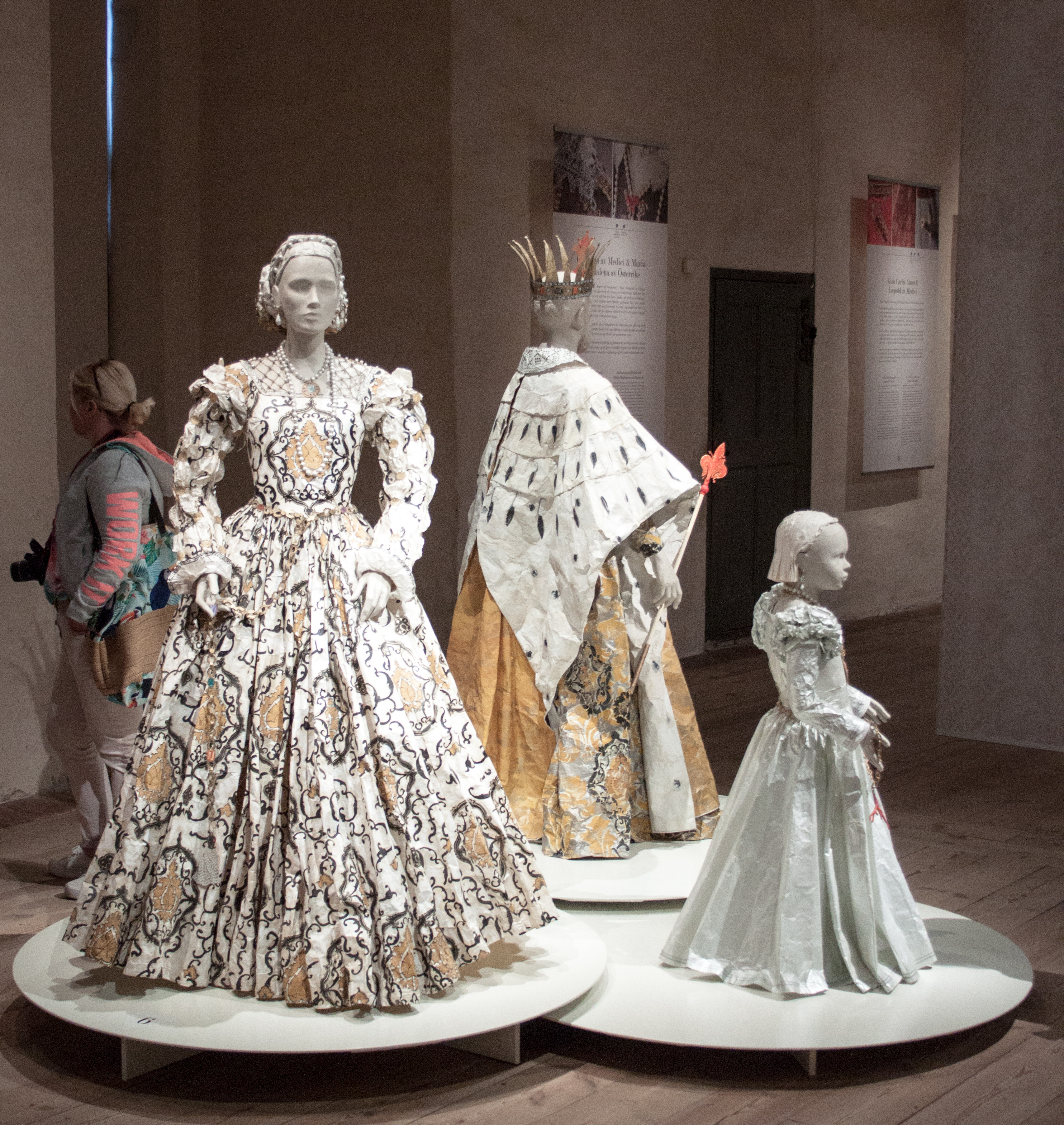
Isabelle de Borchgrave belga művész kiállítása a vár nagytermében a Medici család öltözködéséről 2017 nyarán
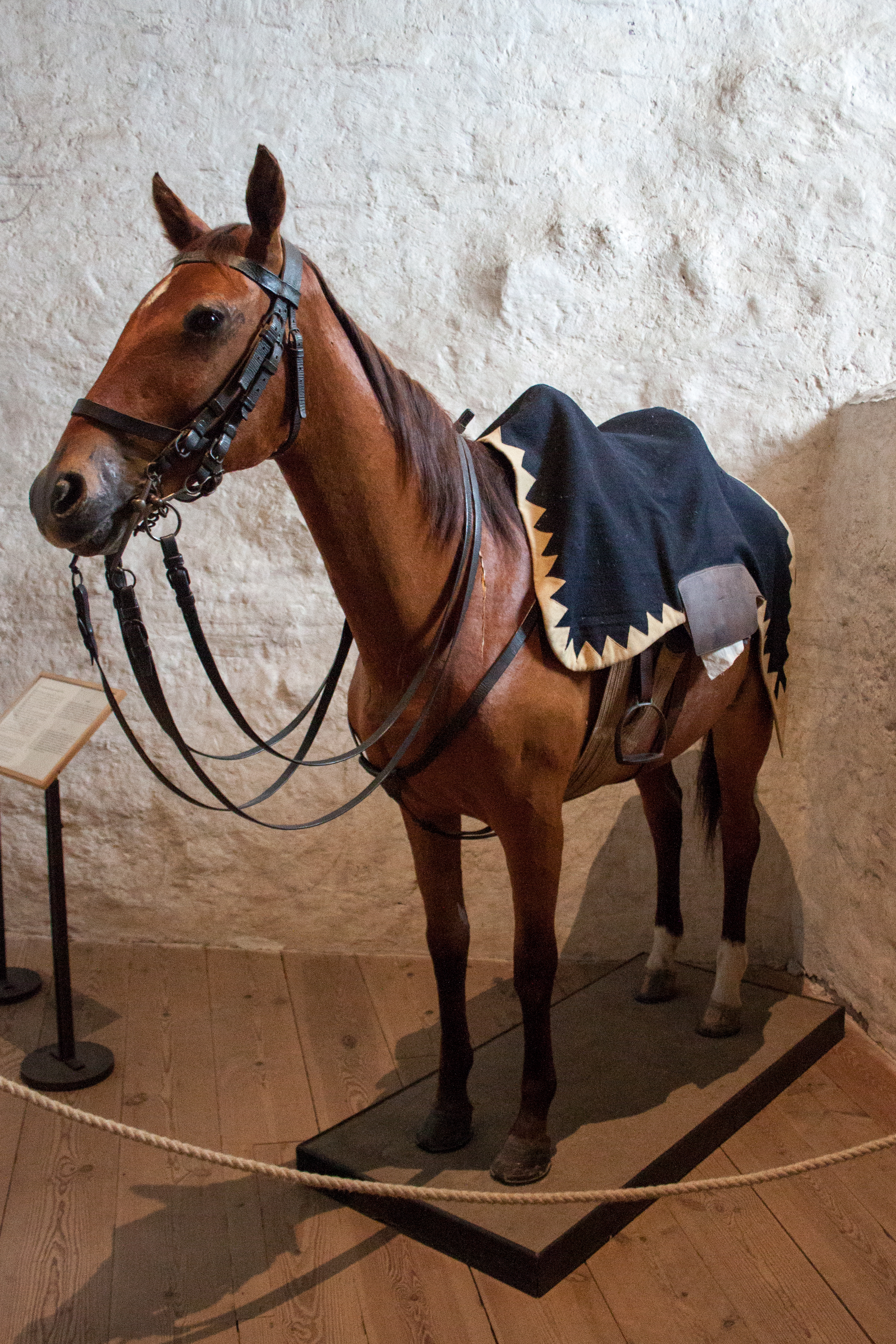
Az egykori kalmari huszárezred kitömött utolsó lova a 20. század első feléből

## Fordítás
Ez a szócikk részben vagy egészben  a   Kalmar slott című svéd Wikipédia-szócikk ezen változatának fordításán alapul.  Az eredeti cikk szerkesztőit annak laptörténete sorolja fel. Ez a jelzés csupán a megfogalmazás eredetét és a szerzői jogokat jelzi, nem szolgál a cikkben szereplő információk forrásmegjelöléseként.